# Live in South Africa 2000
Live in South Africa 2000 è un album live di Burning Spear, pubblicato dalla Nocturne Records nel 2004. Il disco fu registrato dal vivo il 15 dicembre 2000 a Johannesburg, in Sudafrica.

## Tracce
Testi e musiche di Winston Rodney
1. Old Marcus Garvey – 6:15
2. African Postman – 5:22
3. Calling Rastafari – 3:31
4. Jah No Dead – 5:13
5. Pick up the Pieces – 5:49
6. Man in the Hills – 6:53
7. We Go Deh – 6:28
8. Jah Is My Driver/Slavery Days – 12:20
9. Identity – 4:33
10. Red, Gold and Green – 13:22

## Musicisti
- Winston Rodney - voce